# Anne Liddell
Anne Liddell (1737/8 – 1804) est une aristocrate anglaise et la première femme d'Augustus FitzRoy (3e duc de Grafton) dont elle a divorcé quand il était Premier ministre du Royaume-Uni. Elle entretenait une correspondance avec Horace Walpole.

## Biographie
Elle est née en 1737 ou 1738 à Derby de Ann et Henry Liddell, 4e baronnet de Ravensworth.
Elle épouse Augustus FitzRoy (3e duc de Grafton) le 29 janvier 1756, et ils ont eu trois enfants : Georgiana FitzRoy, née en 1757, George FitzRoy est né en 1760 et le général Charles FitzRoy en 1764.
En 1761, elle envoie une silhouette que Jean Huber avait créé d'elle et de sa fille à Horace Walpole. Cette lettre devait être le début d'une correspondance de 455 lettres entre elle et Walpole.
En 1764, le duc entretient une liaison publique avec la courtisane Nancy Parsons. Il la loge dans sa maison de ville et l'emmène à l'opéra. Ce non-respect des conventions cause un scandale,.
Après que la duchesse soit tombée enceinte de son amant, John FitzPatrick (2e comte d'Upper Ossory), le couple divorce par une loi du Parlement, adoptée le 23 mars 1769. Trois mois plus tard, le 24 juin 1769, le duc épouse Elizabeth Wrottesley (1er novembre 1745 – 25 mai 1822), fille du Révérend Sir Richard Wrottesley, Doyen de Worcester. Lady Anne a épousé John FitzPatrick en 1769. 
Elle meurt à son domicile, à Grosvenor Square, en 1804.